# Kriptofázia
A kriptofázia általában ikrek által létrehozott nyelv, aminek fő jellemzője, hogy csak maguk az ikrek értik meg egymás között.
A szó jelentése a görög crypto (=titok), és phasia (=beszéd) szavakból áll össze. A legtöbb nyelvész úgy tartja, hogy kapcsolat van a kriptofázia és az idioglosszia között. Az idioglosszia olyan nyelvet jelent, amit csak egyetlen ember, vagy csak néhány ember beszél. A kriptofáziára vonatkozó ismereteink korlátozottak.
"Az ikrekre jellemző az ún. ikernyelv, amit Lurija nyomán kriptofáziának neveznek (Vassné Kovács E., 1969; Mérei – V. Binét, 1985). Ezt az ikrek között használt speciális közlési formát az ikerpár egyike találja ki, sajátos szavakat, speciális jeleket, hangokat tartalmazhat, amelyekkel az ikerpárok tagjai kommunikálnak egymással. Gyakran a környezet ezt nem érti, mert azzal az ikrek egy másik nyelven érintkeznek, a „titokzatos” nyelvet csak egymás között alkalmazzák. Vizsgálatok szerint ekkor az ikrek által létrehozott nyelv mellett a felnőttekkel és gyerektársakkal történő kommunikációban használatos nyelv szintén elmaradást mutat. Kialakulásának leggyakoribb okaként ismét a páros elszigetelődést említik (Mérei – V Binét, 1985)." 

## Okai
A kriptofázia fő okának az egyik vagy mindkét iker (vagy azonos nyelvfejlődési szakaszban lévő testvérek) megkésett beszédfejlődését tartják. Az ikrek képesek kifejleszteni azt a képességet, hogy a szülők nyelvének nyelvtana nélkül kommunikáljanak egymással, ami rövidtávú nyelvfejlődési visszaeséshez vezethet az egyik, illetve mindkét ikernél. Az okok legtöbbször nem a pre- és perinatális időszak esetleges problémáira vezethetők vissza, hanem inkább születés utáni tényezőkre.
Az ikergyerekek különleges szociális környezetben nőnek fel. Az egykék a társas kapcsolatokról, a nyelvhasználatról, a világról a környezetükben élő felnőttektől (és az idősebb testvérektől) tanulnak. Ezzel szemben az ikrek nagyon sok időt töltenek egymással, általában többet, mint másokkal, s élményeiket, tapasztalatikat, vágyaikat elsősorban egymással osztják meg, a megismerésben egymásra támaszkodnak. A szülő-gyermek (vagy felnőtt-gyermek, idősebb testvér-gyermek) interakciók ritkábbak náluk, mint az egykéknél, mert külön-külön az ikergyermekekre általában sokkal kevesebb idő és figyelem jut, mit egy egyedüli gyermekre – éppen ezért kényszerülnek arra, hogy egymással kommunikáljanak többet. A kevesebb nyelvi interakció azt jelenti, hogy kevesebb külső nyelvi impulzus éri őket, ami hátráltatja anyanyelvük elsajátítását; még szorosabbra fűzi viszonyukat, még elszigeteltebbé válnak. Bárhogy is kommunikálnak, a legtöbb visszajelzést ikertestvérüktől kapják, s így őt választják viszonyítási pontnak a tapasztalatok értékelésében.
Nyelvi szempontból ez egy olyan speciális környezet, amiben a jelen lévőknél a nyelv fejlődése közel ugyanazon a szinten van. Az „iker helyzet” kiválóan kedvez az invenciónak: a gyermekek kitalált hangsorokat használnak egyes tárgyakra anyanyelvük szavai helyett (az egyszerűség kedvéért tekintsük kitalációnak a létező szavaknak szinte a felismerhetetlenségig eltorzított változatait is), és párjukat használják a kitalált szó helyességének ellenőrzésére. Így könnyen megmaradnak a kitalációk, hiszen nem a valódi szavakat használó, anyanyelvüket jól beszélő használó felnőttek alapján ellenőrzik szavaik, megnyilatkozásaik helyességét; közös megegyezésen alapuló jeleket használnak a körülöttük lévő világ leírására. Hasonló a helyzet a szavak mondatokba rendezésében is: nagyon leegyszerűsített nyelvtan és páronként eltérő, egyedi vonások jellemzik az ikernyelvet. A kitalált nyelvet az ikreken kívül senki sem érti – ezért is kapta oly sokszor a „titokzatos” jelzőt –, nem alkalmas a külvilággal történő kapcsolatfelvételre. (A külvilág iránti érdeklődés, kinyílás az ikreknél kevésbé motivált, mint a nem ikreknél, ami pedig szocializációs folyamataikat késleltetik.)

## Jellemzői
Megfigyelések szerint a fiatal ikreknek legalább 50%-a saját nyelvet használ az egymás közötti kommunikációra, amit mások nem értenek meg.
A nyelv értelmezésében valószínűleg szerepet játszanak a mozdulatok is, amik a hanggal együtt a páros másik tagjában hasonló érzeteket keltenek.